# Paul Geoffrey
Paul Geoffrey, né dans le Surrey au Royaume-Uni le 12 février 1955 et mort à Santa Fe au Nouveau-Mexique le 3 juin 2023 des suites d'un cancer, est un acteur britannico-américain, qui a tenu le rôle de Perceval dans le film de 1981 Excalibur.
Il joua aussi dans Greystoke, la légende de Tarzan (1984) et Thomas Crown (1999).

## Filmographie

### Cinéma
- 1981 : Excalibur de John Boorman
- 1984 : Greystoke, la légende de Tarzan d'Hugh Hudson
- 1989 : Resurrected de Paul Greengrass
- 1992 : Les Hauts de Hurlevent de Peter Kosminsky
- 1999 : Thomas Crown de John McTiernan

### Télévision
- 1985 : Anna Karenine : Petritsky
- 1987 : Inspecteur Morse : Peter Newlove
- 1987 : Casanova de Simon Langton
- 1989 : Miss Manager et ses Footballeurs : Simon Benson
- 1989 : Hercule Poirot : Jim Lazarus
- 2015 : Better Call Saul de Vince Gilligan et Peter Gould : Tailor